# التقييم الذاتي للجوهر
التقييم الذاتي للجوهر هي التقييمات الذاتية الأساسية والتي يرمز لها الاختصار (CSE) تمثل سمة شخصية متوازنة والتي تشتمل على اللاوعي عند الفرد والتقييمات الأساسية التي يمتلكها مثل قدراتهم على التحكم. فإن المستوى العالي من التقييمات الذاتية الأساسية التي يمتلكها الناس تمنحهم نظرة إيجابية عن ذاتهم وثقة في قدراتهم، وعلى العكس فيما يخص المستوى المنخفض من التقييمات الذاتية الأساسية ستجعل نظرتهم سلبية وتفقدهم الثقة بأنفسهم. فقد تطرق كل من جودج ولوك ودورهام عام (1997) مفهوم التقييمات الذاتية الأساسية والتي تشمل على أربعة اتجاهات شخصية وهي مركزة التحكم والعصابية والكفاءة الذاتية المعممة واحترام الذات. تطورت السمة للتنبؤ بقابلية الرضاء عن الوظيفة. ولكن التنبؤ بها يتوسع إلى نتائج أخرى مختلفة. التقييمات الذاتية الأساسية مهمة جدا لأنها تمثل سمة الشخصية والتي ستظل ثابتة مع مرور الوقت. فهي تمثل أيضا الطريقة التي يقيم بها الناس أنفسهم عندما يطبقون التقييمات الذاتية الأساسية التي لها القدرة للتنبؤ بنتائج ايجابية للعمل وخاصة في الرضاء عن الوظيفة وأداؤهم لها. أثرت هذه العلاقات على زيادة أعداد البحوث على التقييمات الذاتية الأساسية وتقترح أثار القيمة لأهمية هذه السمة التي قد تمتلكها المنظمات.

## تعريف الأبعاد الأربعة

### مركزة التحكم
يشير بناء مركزة التحكم إلى ميل الأفراد لأحداث ذات طابع حياتي لمزاولة الأعمال الخاصة بهم أو لقوى خارجية خارجة عن إرادتهم، هناك تصنيفين أساسيين لمكان عنصر التحكم وهما الداخلي والخارجي، يشير التصنيف الداخلي إلى الأشخاص الذين يؤمنون بقدرتهم على التحكم بمحيطهم بعكس التصنيف الخارجي والذي تتحكم القوى الخارجية بحياتهم. فذوي مركز التحكم الداخلي يكون مستوى رضاهم بعملهم وحياتهم عالي لأنهم يثقون بتحكمهم خلال الوضع.

### العصابية
تعرّف العصابية أو ما تسمى بالسمات الشخصية الخمسة بالميل الدائم لتجربة المشاعر المزعجة بسهولة (أي الغضب والقلق والإحباط). يتفاعل ذوي العصابية العالية مع الضغوط بسلبية ويكونون معرضين للقلق والإحساس بالعجز. فالعصابية – عندما تم دراستها كجزء من التقييمات الذاتية الأساسية – تعتبر عكسها فهي الاستقرار العاطفي (أي لا عصابية). ولأن كل من العصابية والاستقرار العاطفي وجهين لعملة واحدة فكثيرًا ما تستخدم كمرادفات في الأدب.

### الكفاءة الذاتيةالمعممة
يعرف نشر الكفاءة الذاتية – المُقبتس من التعريف الأصلي للكفاءة الذاتية لألبرت باندرواز- بأنه تخمين الفرد بقدراته لأداء جيد وقدرة على معالجة الحالات المختلفة. بالرغم من أن مستوى الكفاءة الذاتية للفرد تختلف مع اختلاف المجالات فالكفاءة الذاتية هي التقدير العالمي للقدرة خلال مدى واسع من الحالات ويعتبر سمة مستقرة. من المحتمل ان تكون نشر الكفاءة الذاتية العالية للأفراد مهمة جديدة تتيح نمو قدراتهم وتستمر أكثر من هؤلاء الذين تكون نشر الكفاءة الذاتية منخفضة.

### احترام الذات
يعكس احترام الذات التقييم الإجمالي للشخص الذي يستحقه. في الحقيقة فإن احترام الذات قد يكون أساس مجالات التقييمات الذاتية الأساسية لأنه القيمة الإجمالية في أحد الأماكن للنفس كشخص.

## تطور البناء
تطورت التقييمات الذاتية الأساسية خلال دراسة مدى الرضا عن الوظيفة. أما تاريخيًا فقد تم استعمال ثلاثة أنماط لدراسة مدى الرضا عن الوظيفة.
- نهج خصائص الوظيفة والتي تُرجع مدى الرضا عن الوظيفة إلى عوامل خارجية مثل خصائص الوظيفة نفسها.
- نهج تغيير الموضع والذي يرجع مدى الرضا عن الوظيفة إلى سمات شخصية داخلية ومستقرة.
- نهج التفاعل والذي يرجع لمدى الرضا عن الوظيفة إلى التفاعل بين عوامل الحالة وتغيير الوضع.

تلقت كل من نهج الحالة والتفاعلات الدعم الأكبر في الأدب السابق. إن الاعتراف بهذه الفروق أدى إلى تطور التقييمات الذاتية الأساسية في الجهد لزيادة نهج الاكتشاف إلى الرضا الوظيفي.

### اختيار سمات التقييم الذاتي للجوهر
عندما تحقق جودج (1997) من النموذج الترتيبي وجد السمات الأكثر احتمالا للتنبؤ بالرضا الوظيفي من الممكن أن تحافظ على ثلاثة خصائص مهمة: مركزة التقييم والجوهر وحجم المدى.
1. مركزة التقييم: وهي سمة تقييم تنطوي على القيمة الجوهرية لإصدار الشخص حكم عن نفسه فبدلًا بالوصف البسيط مثل (أنا واثق وجدير بالثقة) و (أنا طموح). الرضا الوظيفي هو تقييم الناس للوظيفة بحد ذاتها ولذلك فإن التقييم الفردي وخاصة فيما يتعلق بكيفية تفكيرهم وقيمهم يجب أن يأثر بشكل كبير على رضاهم الوظيفي.
2. الجوهر: سمة الأساس وتسمى أيضا سمة المصدر وهي واحدة من الأساسات، والتي تجتمع سمات الجوهر سويا مكونة «سطح» واسع من السمات وتؤثر على جميع التقييمات الدقيقة الأخرى، على سبيل المثال الشك بالنفس والإحباط يعتبر من مصادر السمات التي يمكن التنبؤ بسطح السمة العدوانية. سيكون للجوهر تأثير أقوى على الرضا الوظيفي أكثر من السمة السطحية.
3. مدى الحجم: هي السمة التي يكون مداها أكبر أو شامل التي تنتشر في أماكن العمل أكثر من السمة المحددة. على سبيل المثال فإن التقييم الشامل الذي يستحقه الفرد يجعل التنبؤ بالرضا الوظيفي أكثر من التقييم المحدد للقدرات الفنية للفرد.

إن استخدام الخصائص المذكورة من قبل التي درست السمات الشخصية بشكل جيد وهي مركز السيطرة والعصابية ونشر الكفاءة الذاتية واحترام الذات تم اختيارها لأنها من الممكن التنبؤ التغيير للرضا الوظيفي. وإلى هذا الوقت فقد تم دراسة كل سمة من السمات السابقة بشكل منفصل وهي قوية لتوقع النتائج المختلفة للوظيفة.
اكتشف جودج وآخرون (1997)عند دراستها سويًا أن هذه السمات الرابعة تشكل سمات شخصية شاملة تدعى التقييم الذاتي للجوهر والتي تعطي توقعات عن الرضا الوظيفي بشكل أفضل من اختبار سمة الفرد على حدة. وبشكل آخر فإن المستويات المتقاربة لكل سمة من السمات الأربعة للفرد يمكن تفسيرها بأحد السمات المضمنة وهي التقييم الذاتي للجوهر. وعلاوة على ذلك فإن الجمع بين هذه السمات يتيح التوقع للرضا الوظيفي بشكل أفضل الذي يؤدي إلى توقع النتائج المختلفة الأخرى فيما بعد.

### العلاقة بينالسمات
تتشابه الكثير من مفاهيم موضع التحكم والعصابية ونشر كفاءة الذاتية واحترام الذات -و وراء ذلك يوجد تشابه- ونادرا ما تمت دراسة هذه السمات سويًا إلى اندمجت كسمة أساسية مشتركة في أساس التقييمات الذاتية. قام الكثير من الباحثين في علم النفس بمناقشة فكرة أن الصفات المحددة التي تمت تم اقتراحها ودراستها دون النظر إلى أنها واسعة الانتشار فهي مشتركة أساسًا. 
ترتبط الكثيرة من السمات فيما بينها بقوة فينيغي النظر إلى قدر البناء نفسه وهي الحالة في السمات الأربعة للتقييم الذاتي للجوهر. فهي مرتبطة ببعضها جدًا وكل سمة لها دورها في الرضا الوظيفي. وبالرغم من ذلك فإذا جمعناها بسمة أساسية واحدة (التقييم الذاتي للجوهر) لتزداد القوة التنبؤية.